# Provincia Mai-Ndombe
Provincia Mai-Ndombe este o unitate administrativă de gradul I, una dintre cele 25 noi provincii ale Republicii Democratice Congo, create în reîmpărțirea din 2015.
Reședința sa este orașul Inongo.